# Naivashasee
Der Naivashasee (Lake Naivasha) ist der höchstgelegene See im östlichen Arm des Ostafrikanischen Grabens und ebenso wie der Baringosee ein Süßwassersee, während alle weiteren Seen im Ostarm des Grabens stark alkalisch sind.

## Geographie
Der See liegt im östlichen Teil des Ostafrikanischen Grabenbruchs (Great Rift Valley). Das Seebecken wird im Norden vom Vulkan Mount Eburru, im Süden vom Olkaria-Vulkankomplex und dem Vulkan Mount Longonot, im Westen vom Grabenrand des Mau-Escarpments und im Osten vom Kinangop-Plateau und dem Aberdare-Vulkankomplex (Aberdare Range) begrenzt. Das 3200 km² große Einzugsgebiet des Sees entwässert vor allem große Teile der regenreichen Aberdare Range im Osten, was der Hauptgrund für den Süßwassercharakter des Sees ist, während der benachbarte Elmenteitasee und Nakurusee ein extrem negatives hydrologisches Budget und einen alkalischen Charakter haben. Die Hauptzuflüsse des Naivashasees sind der Malewafluss und der Gilgilfluss. Der Naivashasee ist ohne oberirdischen Abfluss, es wird jedoch von einem beträchtlichen Grundwasserstrom in die tiefergelegenen Becken im Norden und Süden ausgegangen. Grundwasserströme in das Becken sind von den Grabenrändern im Westen und Osten nachgewiesen.
Der See liegt vollständig im Nakuru County in Kenia, etwa 70 km nordwestlich der Hauptstadt Nairobi.

## Flora und Fauna
Der See ist die Heimat einer bemerkenswerten Vielzahl von Vögeln. Hier wurden rund 300 Vogelarten gezählt, zum Beispiel Ibisse, Schreiseeadler, Goliathreiher, Marabus, Pelikane und Kormorane. Rund um den See können Giraffen, Antilopen, Flusspferde, Gnus und Zebras beobachtet werden.

## Umwelt
Der Seespiegel des Naivashasees ist beträchtlichen Schwankungen unterworfen. Neben natürlichen Einflüssen werden große Blumenfarmen (wie es zum Beispiel Sher Karuturi war), ein geothermisches Kraftwerk südlich des Sees bzw. die Entnahme von Trinkwasser aus den Zuflüssen für den Rückgang des Seespiegels verantwortlich gemacht. Weiterhin gehört Überfischung zu den Umweltproblemen am Naivashasee.
Allerdings ist der Seespiegel zwischen 2011 und 2016 um mehr als 2 m gestiegen, was dazu geführt hat, dass zahlreiche Wiesen, Hauptnahrungsquelle der zahlreichen Hippos sowie etliche Rosenfarmen und touristische Einrichtungen (Campingplätze, Bungalows und Restaurants) überschwemmt wurden. Hunderte abgestorbene Bäume entlang des Ufers zeugen von der ehemaligen Ufergrenze. 
Neuere Studien zeigen einen allgemein starken Zuwachs in der Fläche der Seen im kenianischen Teil des Rifts. Ausgehend von einer „normalen“ Fläche von 135 km² des Naivashasee, hat der See sich in den letzten Jahrzehnten bis zum Jahr 2020 auf eine Fläche von 193 km² ausgedehnt. Es werden mehrere Ursachen dafür verantwortlich gemacht. Ein großer Teil dieses Effektes wird dem Klimawandel zugeschrieben. Es werden in den Einzugsgebieten der Seen deutlich höhere Niederschlagsmengen verzeichnet. Dazu kommt die Erosion durch veränderte Landnutzung, die die Becken der Seen mit Sediment anfüllt.
Seit 1986 wird der See an den Ufern und im Nordteil durch Wasserhyazinthen überwuchert, was zu einem sinkenden Sauerstoff- und steigendem Nitrat- und Phosphatgehalt führt und damit die Biodiversität gefährdet.

## Sehenswürdigkeiten in der Nähe des Sees
Den Nakuru-Nationalpark kann man von hier aus in etwa einer Stunde erreichen.

### Crescent Island Wildlife Sanctuary
Das private Crescent Island Wildlife Sanctuary befindet sich auf einer Insel im See. Von nahezu jeder Lodge am See gibt es Bootsverbindungen zu der Insel, kombiniert mit Vogelbeobachtungsfahrten. Auf der Insel selbst läuft man zu Fuß zwischen den wilden Tieren herum und kann sich unter anderem Zebras, Gnus und Giraffen auf bis zu zehn Meter nähern. Auf der ganzen Insel gibt es keine Raubtiere, daher geht die einzige Gefahr von den Nilpferden im See aus, die am frühen Abend den See verlassen und auf die Insel kommen. Allerdings sieht man der Insel an, dass sie aufgrund der großen Anzahl an Tieren überweidet ist. Die Eintrittspreise sind für Touristen relativ hoch.

### Crater Lake Game Sanctuary

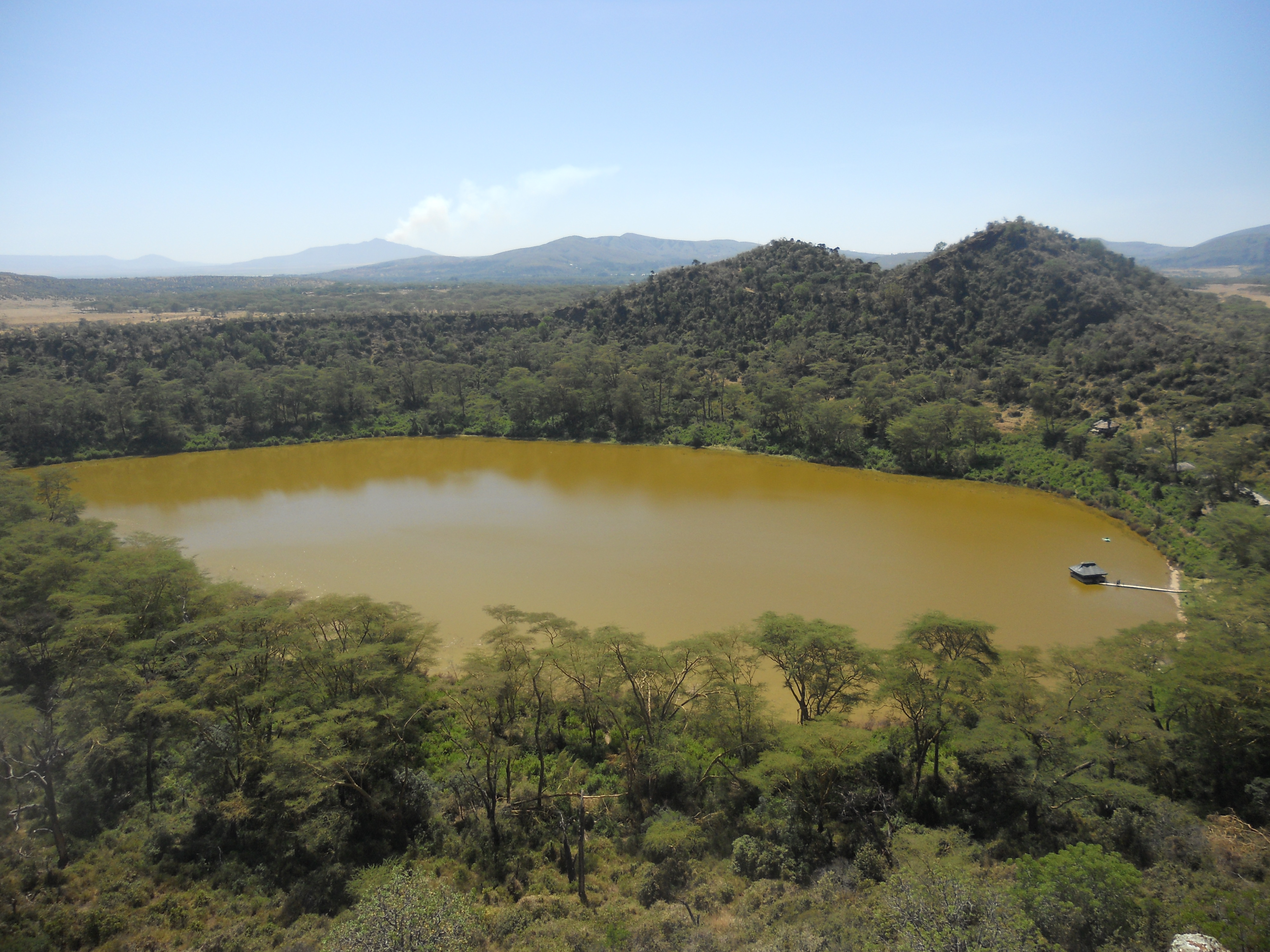
Der grüne Kratersee (Lake Sonachi), ein meromiktisches Gewässer

Das ebenfalls privat geführte Crater Lake Game Sanctuary befindet sich in der Nähe des Dorfes Kongoni westlich des Sees. Im Zentrum des landschaftlich einmaligen Wildparks befindet sich ein Kratersee, der von einem Wald umgeben ist. Der See beheimatet über hundert verschiedene Arten von Wasservögeln. Abhängig vom Wasserpegel der anderen Seen im Rift Valley kann man auch größere Populationen von Flamingos beobachten. Neben Wasservögeln kann man noch viele andere Arten von Säugetieren beobachten, unter anderem Giraffen, Zebras, Paviane, Elandantilopen oder schwarze bzw. weiße Stummelaffen. Der Park kann sowohl zu Fuß als auch per Auto erkundet werden.
Die eigentliche Lodge befindet sich im Krater und kämpft mit dem steigenden Wasserspiegel. Der Rundweg um den See ist bereits unpassierbar geworden.

### Hell’s-Gate-Nationalpark
Südlich des Sees befindet sich der Hell’s-Gate-Nationalpark. In diesem relativ kleinem, nur 68 km² großen Park kann man Giraffen, Zebras und Affen beobachten. Die vorhandenen Leoparden und Geparden bekommt man jedoch kaum zu sehen. Das Zentrum des Parks bildet die Njorowa Gorge (oder Hell’s Gate). Der Nationalpark ist einer der wenigen, der zu Fuß oder mit dem Fahrrad gefahrlos erkundet werden kann.

### Elsamere Conservation Centre
Das Elsamere Conversation Centre, der einstige Wohnsitz von Joy und George Adamson, befindet sich nahe bei Elsamere direkt am Naivashsee. Nach dem Mord an Joy Adamson wurde daraus eine Forschungsstätte mit integriertem Museum.